# Сормон (река)
Сормон (фр. Sormonne) је река у Француској. Дуга је 57 km. Улива се у Мезу. 